# Гейслер, Ганс
Ганс-Фердинанд Гейслер (19 апреля 1891, Ганновер, Германская империя — 25 июня 1966, Фрайбург-им-Брайсгау, ФРГ) — немецкий военачальник нацистской Германии, генерал люфтваффе (19.7.1940). Награждён Рыцарским крестом Железного креста (4.5.1940).

## Биография
В апреле 1909 года вступил кадетом в ВМФ Германии. До 1911 года проходил подготовку в военно-морском училище в Мюрвике. Затем до конца марта 1910 года служил на борту большого крейсера «SMS Hertha», в 1911 году — на линкоре-дредноуте «SMS Nassau».
Участник Первой мировой войны, с 16 мая 1915 года служил лётчиком-наблюдателем морской авиации.
За боевые отличия награждён Железным крестом 1-го и 2-го класса; обер-лейтенант (с мая 1915).
После демобилизации армии оставлен на флоте. В 1920 году назначен исполняющий обязанности командира соединения морской авиации «Хольтенау». С сентября 1920 года — командир роты, в октябре 1920 года назначен батальонным адъютантом на военно-морской станции «Нордзее».
С апреля 1921 года служил на минных тральщиках. В сентябре 1922 года стал командиром роты корабельной кадрированной дивизии «Нордзее», в начале 1925 года назначен советником по морской авиации в штабе военно-морской станции «Нордзее». С апреля 1926 года — советник Управления флота Морского руководства, с октября 1928 года — начальник испытательного радиокомандования в Варнемюнде. С октября 1932 года — первый офицер эскадренного броненосца "SMS Schleswig-Holstein".

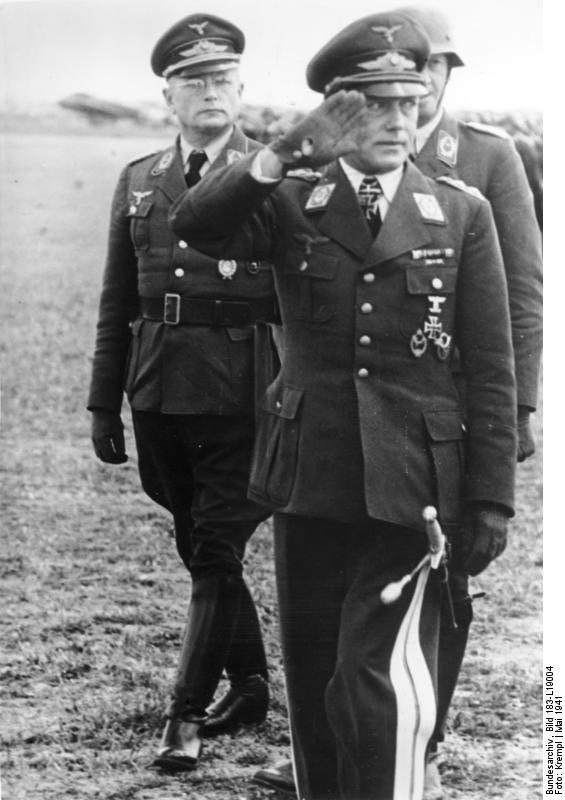
Генерал Гейслер посещает сицилийский аэродром в мае 1941 года

В апреле 1933 года в звании капитан 2-го ранга назначен начальником отдела Морского руководства. В том же году переведен в люфтваффе и назначен начальником отдела учебных заведений Командного управления Имперского министерства авиации.
С 1 октября 1935 года — командующий морской авиацией, в апреле 1939 года — офицер для особых поручений при главнокомандующем люфтваффе. В составе 2-го воздушного флота люфтваффе участвовал в Польской кампании 1939 г..
С сентября 1939 года командовал 10-й авиационной дивизией 2-го воздушного флота люфтваффе. В октябре 1939 г. дивизия была переформирована в 10-м авиационный корпус, в составе которого, командуя корпусом, участвовал в Норвежской операции и Балканской кампании. Используя свой опыт в качестве моряка, специализировался на противодействии судоходству противника. 4 мая 1940 года был награждён Рыцарским крестом Железного креста.
С 3 июня по 20 сентября 1940 года исполнял обязанности начальника боевой подготовки люфтваффе. С середины 1941 года корпус дислоцировался в Греции. В августе 1942 году получил назначение на должность офицера для особых поручений в ОКЛ, а 31 октября 1942 г. уволен в отставку.
Умер в июне 1966 года во Фрайбурге-им-Брайсгау.